# 171
171 је била проста година.

## Догађаји
- Цар Марко Аурелије формира нову војну команду, праетентура Италије ет Алпиум. Аквилеја је освојена, а Маркомани су исељени са римске територије.
- Марко Аурелије потписује мировни уговор са Квадима и Сарматима и Јазигама. Германска племена Хасдинги (Вандали) и Лакринзи постају римски савезници.
- Јерменија и Месопотамија постају протекторати Римског царства.
- Костобоци прелазе Дунав (Дакију) и пустоше Тракију на Балканском полуострву. Стижу до Елеусина, близу Атине, и уништавају храм Елеусинских мистерија.
- Мај – јун – Елије Аристид, грчки говорник, држи јавни говор у Смирни, жалећи за штету која је недавно нанета светом месту Елеусина.